# Олена Юрковска
Олена Юрийвна Юрковска (на украински: Олена Юріївна Юрковська) е състезателка по ски бягане и биатлон от Украйна, петкратна параолимпийска шампионка.
Състезава се на всички параолимпийски игри от 2002 г., като печели пет златни, пет сребърни и шест бронзови медала до 2014 г. Състезава се и на Летните параолимпийски игри през 2004 г. като състезателка в отбора на Украйна по волейбол.

## Награди
Юрковска е наградена с титлата „Герой на Украйна“ през април 2006 г. 
На 23 август 2014 г. е удостоена с ордена „Княгиня Олга“ I степен.
През 2010 г. е удостоена с ордена „Княгиня Олга“ II степен. , а през 2002 г. – с III степен. 